# Aljaksej Kučuk
Aljaksej Leanidavič Kučuk (in bielorusso Аляксей Леанідавіч Кучук?; tras. angl.: Aliaksei Kuchuk; Minsk, 9 settembre 1986) è un ex calciatore bielorusso, di ruolo attaccante.

## Carriera

### Club
Esordisce in patria nel 2003 a diciassette anni con la maglia della Lokomotiv Minsk; a fine stagione passa al club moldavo dello Sheriff Tiraspol, con cui dal 2004 al 2008 gioca ininterrottamente nella massima serie locale vincendo anche due titoli consecutivi di capocannoniere del campionato, nel 2006 e nel 2008. Nell'arco del suo quadriennio con i gialloneri, realizza 64 gol in 133 presenze in campionato ed un gol in 9 presenze nei turni preliminari di Champions League; gioca inoltre anche 6 partite senza mai segnare nei turni preliminari di Coppa UEFA. Vince inoltre per quattro volte di fila il campionato moldavo e per tre volte la Supercoppa di Moldavia. Nell'estate del 2008 passa al Kuban Krasnodar, dove segna 3 gol in 11 presenze nella massima serie russa e disputa anche una partita in Coppa di Russia senza segnare. Viene poi ceduto in prestito allo Sheriff Tiraspol, dove segna altri 7 gol in 14 partite nel campionato moldavo; in seguito sempre nel 2010 gioca per un breve periodo con i lettoni del Ventspils, dove gioca 6 partite di campionato senza mai segnare e vince una Baltic League. Passa poi in prestito al Belshina Bobruysk, squadra bielorussa, dove realizza un gol in 9 presenze. Gioca in patria anche nel 2011, con la maglia del Vicebsk, con cui realizza 5 reti nelle 13 partite disputate; viene però ceduto a stagione in corso allo Enisei, squadra della seconda serie russa, con cui realizza una rete in 29 presenze nell'arco di due stagioni consecutive. Nella stagione 2013-2014 ha vestito la maglia del Beira-Mar, club della seconda divisione portoghese, con la quale ha giocato 5 partite in campionato, una in coppa di lega ed una in Coppa di Portogallo, competizione nella quale ha messo a segno una tripletta, per un totale di 3 reti in 7 presenze con la maglia del club lusitano. In seguito si è trasferito all'Atyrau, squadra della prima divisione del Kazakistan, con cui ha giocato 5 partite senza mai segnare nel campionato locale.

### Nazionale
Tra il 2005 ed il 2008 segnato 3 gol in 7 presenze con la maglia della Nazionale Under-21 del suo Paese.

## Palmarès

### Club

#### Competizioni nazionali
- Campionato moldavo: 4

Sheriff Tiraspol: 2004-2005, 2005-2006, 2006-2007, 2007-2008
- Supercoppa di Moldavia: 3

Sheriff Tiraspol: 2004, 2005, 2007

#### Competizioni internazionali
- Baltic League: 1

Ventspils: 2009-2010

### Individuale
- Capocannoniere del campionato moldavo: 2

Sheriff Tiraspol: 2005-2006 (13 gol), 2006-2007 (17 gol)